# نائوکی اوراساوا
نائوکی اوراساوا (به ژاپنی: 浦沢直樹  Urasawa Naoki) (زادهٔ ۲ ژانویه ۱۹۶۰ در فوچو، توکیو) یک مانگاکا و موسیقی‌دان اهل ژاپن است.
ژونو دیاز، برندهٔ جایزه پولیتزر (در بخش افسانه‌پردازی، ۲۰۰۸) ضمن ستایش از هیولا، یکی از مانگاهای اوراساوا، وی را یکی از ثروت‌های ملی ژاپن دانسته.

## آثار
- YAWARA!‎‏ (۱۹۹۳ - ۱۹۸۶)
- Master Keaton ‏(۱۹۹۴ - ۱۹۸۸)
- Happy!‎‏ (۱۹۹۴)
- هیولا (۲۰۰۱ - ۱۹۹۴)
- پسران قرن بیستم (۲۰۰۶ - ۲۰۰۰)
- پلوتو (۲۰۰۹ - ۲۰۰۳)
- بیلی بت